# Štěpán Dvořák
Štěpán Dvořák (* 25. listopadu 1985 Třebíč) je český hasič a ultramaratonec. Za rok 2016 získal ocenění Zvláštní cena – za extrémně dlouhé běhy v anketě Sportovec Třebíče za rok 2016.

## Výkony

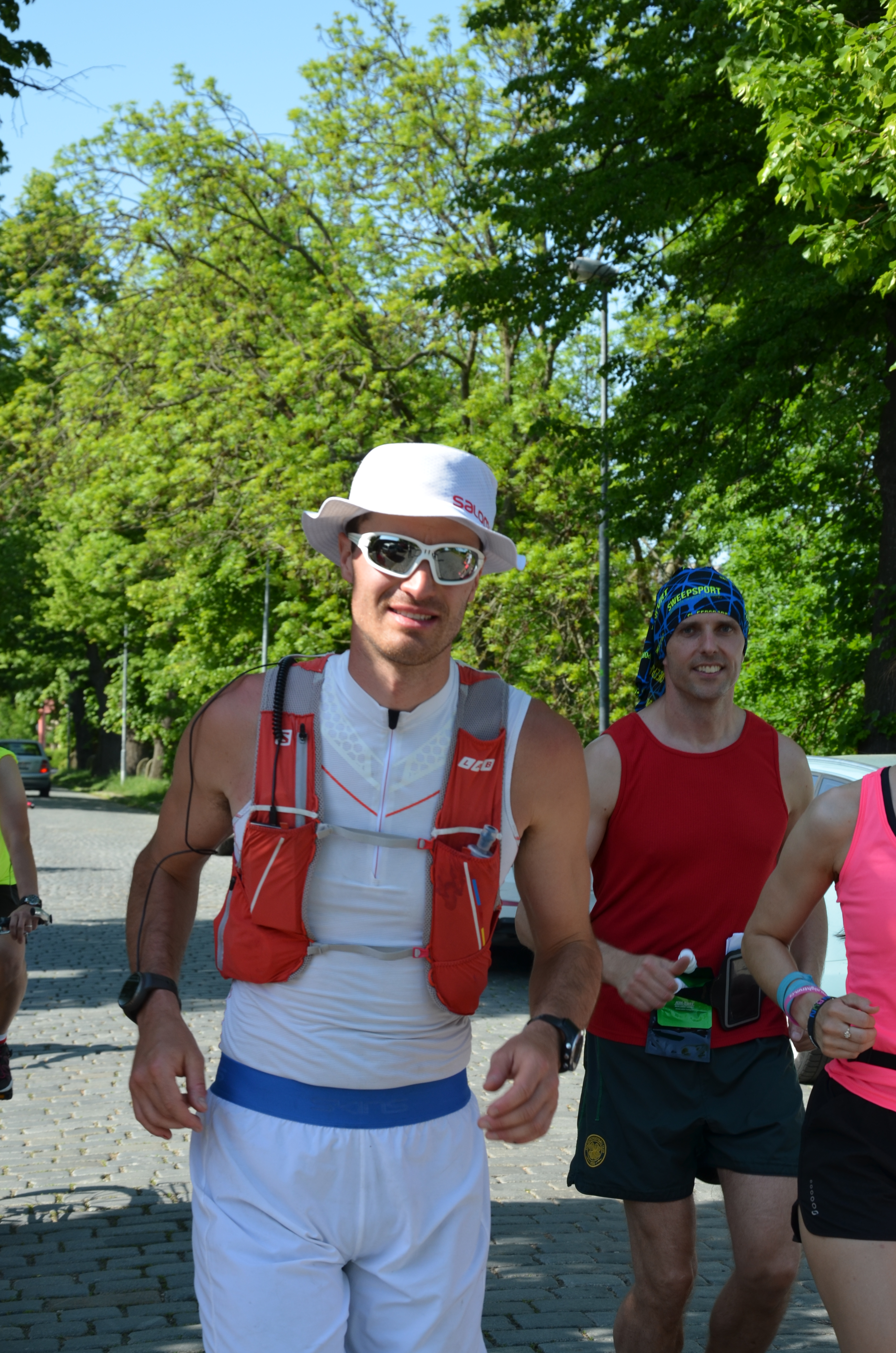
Štěpán Dvořák při přeběhu Česka ze západu na východ, fotografováno v Pardubicích

Štěpán Dvořák se specializuje na dlouhé běhy a jiné vytrvalostní výkony. Sportovat začal v 19 letech, kdy poprvé uběhl 50 kilometrů o tři roky později. První dlouhý běh probíhal z Českých Budějovic do Třebíče, tj. Dvořák uběhl cca 160 kilometrů. Posléze uběhl trasu z pražského Václavského náměstí do Třebíče, dále doběhl trasu dlouhou 264 kilometrů z Plzně do Třebíče a trasu dlouhou 232 kilometrů ze Sněžky do Třebíče.
V roce 2016 proběhl do té doby nejdelší běh, kdy Dvořák uběhl 300 kilometrů z Lysé hory do Třebíče. V roce 2016 přeplaval Vranovskou přehradu v délce 25 kilometrů. V roce 2014 přejel s dalším cyklistou Českou republiku na horských kolech, trasa měla 620 km.
V březnu 2017 se umístil 6. na Mistrovství České republiky v běhu na 100 km a v roce 2016 zvítězil na závodě Saar Challenge (65 km běh), v témže roce skončil také 3. na Jizerském ultratrailu (75 km).
V dubnu 2017 přeběhl Českou republiku z nejjižnějšího bodu v Jihočeském kraji na nejsevernější bod v Ústeckém kraji, trvalo mu to necelých 70 hodin. V plánu také má přeběh republiky z východu na západ. Mezi 26. a 27. srpnem 2017 přejel na silničním resp. horském kole Českou republiku od západu na východ, trasa započala na hranicích s Německem v Ašském výběžku, následně pak trasa byla zakončena na hranicích s Polskem nedaleko Jablunkova, celková délka byla více než 600 km.
V březnu roku 2018 měl v plánu přeběhnout Českou republiku ze západu na východ, celková délka trasy měla být přibližně 640 km. Běh měl trvat přibližně 100–120 hodin. Pokus o přeběh byl ukončen kvůli technickým problémům v Praze po uběhnutí 225 kilometrů. Pokus o přeběh republiky zopakoval v květnu téhož roku, běh probíhal mezi 3. a 8. květnem tohoto roku, trasa vedla přes Karlovy Vary, Prahu, Kolín, Pardubice, Olomouc a Třinec. Trasa byla dlouhá 666 km, běh trval celkem 124 hodin, trasu dokončil 8. května v 10 hodin ráno. 
V dubnu roku 2019 vyběhl na trasu z nejvýchodnějšího bodu Slovenska na nejzápadnější bod Česka. Trasa by měla měřit přibližně 1050 km. Vyběhl dne 19. dubna 2019 a trasu plánoval uběhnout za 8 dní do 26. dubna. Trasu nakonec uběhl za 238 hodin, dokončil ji 29. dubna 2019. Následně se chystá na přejezd Česka a Slovenska na kole za 48 hodin, sólové plavání přes přehradu Orlík a závod Sparthatlon v Řecku.